# Wissinks Möl

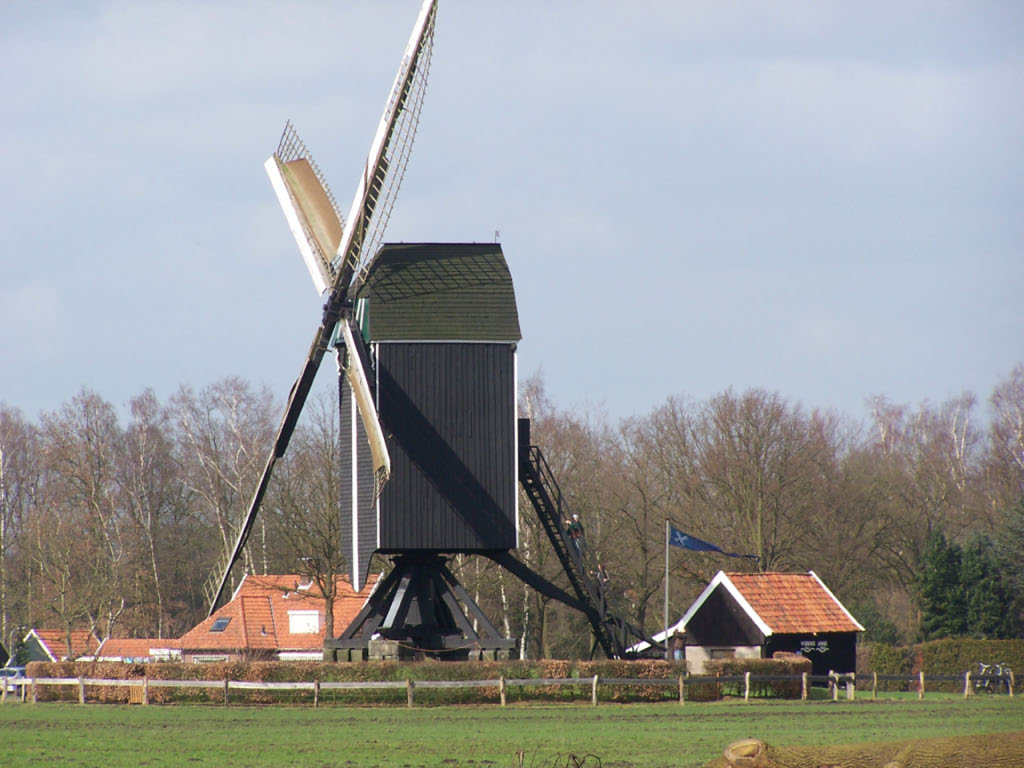

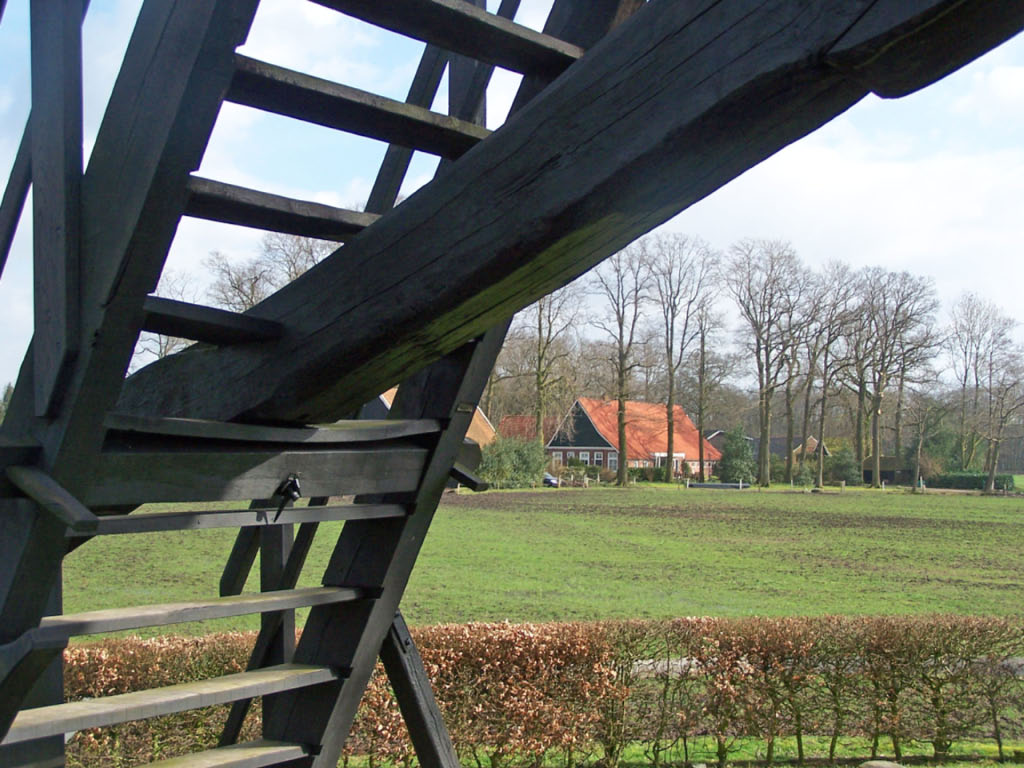
De trap met daarachter Erve Wissink

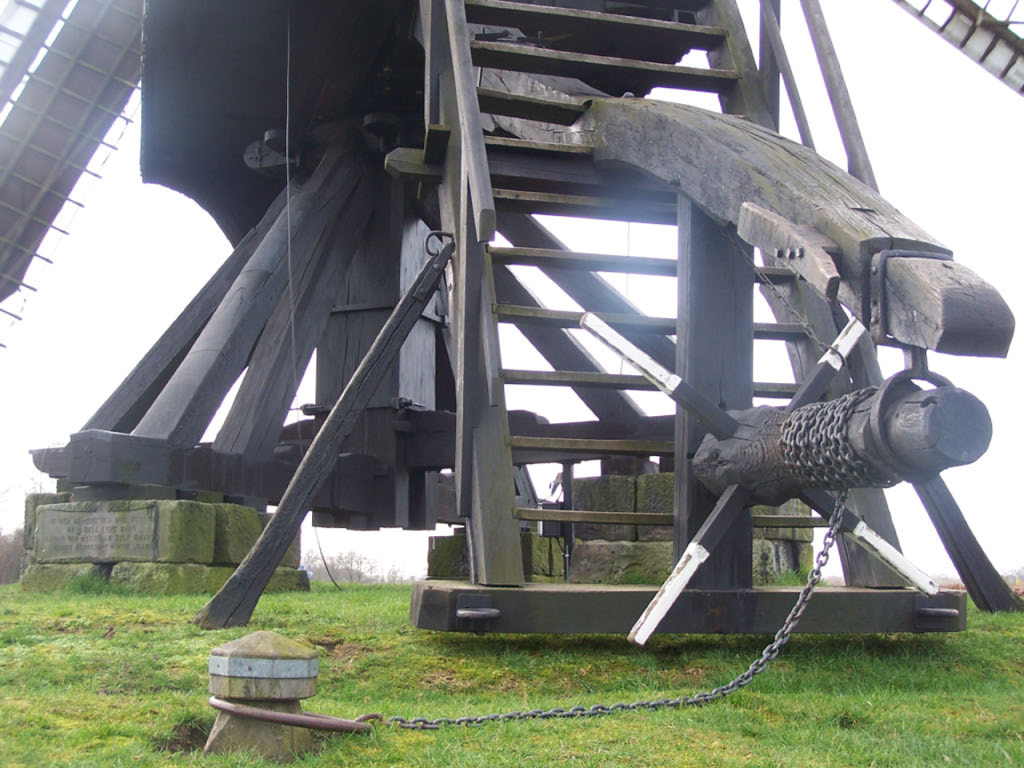
Standerdzetel, trap en kruihaspel

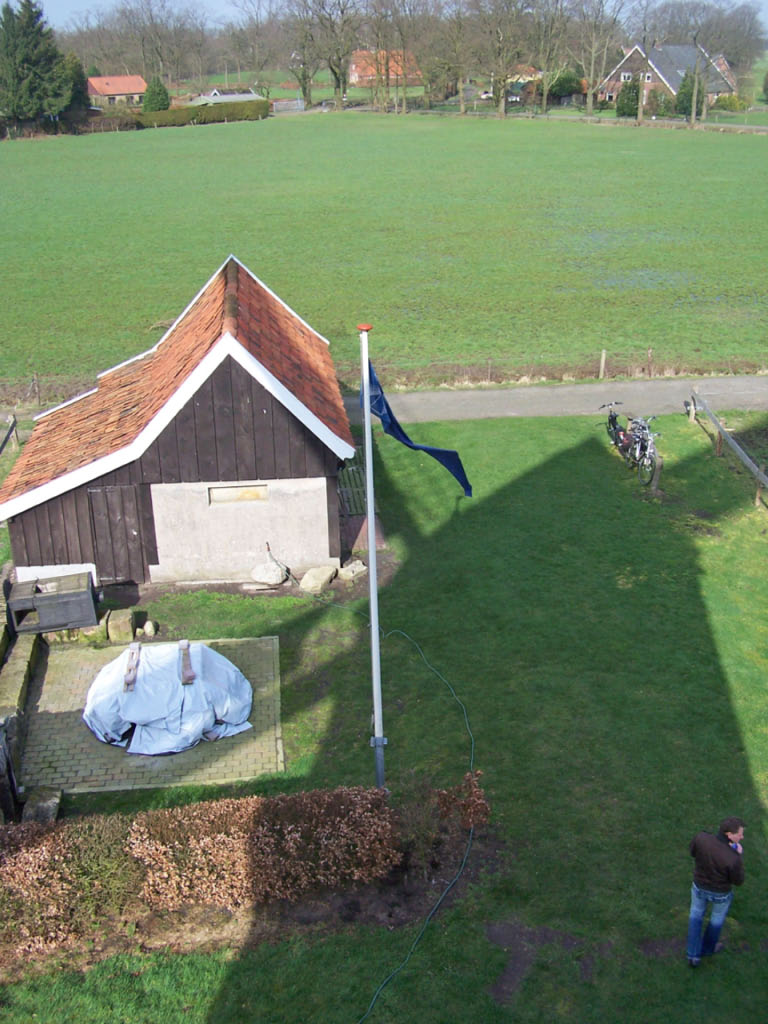
Vanuit de molen

De Wissinks Möl staat in de gemeente Enschede vlak bij Usselo, langs de weg naar Haaksbergen.
De molen is van het type (open) standerdmolen, plaatselijk bekend als stenderkast. De oprichter en eerste eigenaar J.H. Wissink woonde naast het molenveld. De molen heeft drie zolders in plaats van de gebruikelijke twee zolders bij standerdmolens en heeft een koningsspil met spoorwiel voor de aandrijving van twee van de drie maalkoppels. Het derde maalkoppel, de voormolen, wordt direct door het bovenwiel aangedreven. Met drie koppels molenstenen maalde de korenmolen vanaf zijn bouwjaar 1802 tot 1921 voor de boeren in de omgeving (onder andere van de Usseler Es). Toen kwam er bij de Lonneker Coöporatie een machinale maalderij. De voormolen heeft 17der blauwe stenen. De blauwe maalstenen van de linker achtermolen zijn zogenaamde wolfjes (110 cm diameter) en die van de rechter achtermolen zijn 13der blauwe stenen.
Het oudhollands gevlucht is 25,10 m lang. De roeden bestaan uit gelaste borstroeden met houten oplangers. 
De 5,5 m lange, houten bovenas heeft een in 1986 gegoten ijzeren insteekkop met nummer 168845.
De molen wordt gevangen met een Vlaamse vang, die ook bediend kan worden met een binnenvangstok.
Het luiwerk is een kammenluiwerk met gaffelwiel.

## Geschiedenis
In 1921 kocht Jan Bernard van Heek na een tip van J.J. van Deinse de molen en liet hem overbrengen naar het Buurserzand tussen Buurse en Haaksbergen, waar hij een openluchtmuseum wilde laten bouwen. Die plannen zijn echter niet uitgevoerd. In de vier teerlingen van Bentheimer zandsteen werd ook in die tijd het volgende gedicht van Van Deinse gebeiteld:
Ìk zin 'ne oale stenderkast

Oet achtteenhonderdtwee,

Do mi-j Jan Heenik Wissink ginn

In Ossel bouwen dee
Ik heb as Wissinks Möl bekènd,

Op 't oale èrve doar

't Zoad van 'n Osseler Esch emaald

Hoast honderd twintig joar
De ni-jje tied met zinnen stoom

Dee hef't mi-j an edoan,

As gedacht'nis vuur 't noageslacht

Kwam 'k op diss' stéé te stoan
In negenteen honderd twintig een

Hef Jan Bernard van Heek

Mi-j kof en do weer op ebouwd

Hier achter Zonnebeek
In de jaren '50 geraakte de molen in een slechte staat, mede door toedoen van vernielzuchtigen. De staat van de molen was dermate slecht, dat de Vereniging tot Behoud van Natuurmonumenten de molen eigenlijk wilde slopen. De Edwina van Heekstichting heeft zich toen garant gesteld voor de herstelkosten van de molen. In 1957 werd een grote restauratie uitgevoerd, die de toekomst van de molen toen veilig stelde. Er werd in 1965 nog een restauratie uitgevoerd. In 1970 kwam de molen op de lijst van Rijksmonumenten te staan. De jachtopziener sprak zich toen ook uit in de regionale pers over de belabberde staat van de molen, want hij begon gevaarlijk naar links over te hellen. In november 1972 sloeg de molen op hol tijdens een hevige storm, dreigde uit elkaar te schudden en vlam te vatten door de hoge wrijving in de kap. Dat werd tegengehouden door de snel ter plaatse zijnde Haaksbergse brandweer. Vervolgens werd de molen afgebroken en tot 1981 werden de losse onderdelen opgeslagen.
De bewoners van Buurse hoopten de molen in hun dorp te kunnen houden (slagzin: Stenderkast moet in Buurse blijven!) maar in mei 1981 werd de molen in een dag teruggeplaatst op zijn oorspronkelijke plek bij Usselo op de nog aanwezige oude fundamenten en opnieuw gerestaureerd. Dit was het resultaat na een conflict waarbij Natuurmonumenten, het Ministerie voor Cultuur, Recreatie en Maatschappelijk werk, het gemeentebestuur van Haaksbergen, Gedeputeerde Staten van Overijssel, de Vereniging Hollandsche Molen, de Raad van State en de Stichting "De Overijsselse Molen" betrokken waren. Op de toenmalige Technische Hogeschool Twente werd het "Actiecommité Wissink's Möl noar d'oale stee" opgericht.
Oorspronkelijk stond de molen in een heideveld waar de wind vrij spel had. Thans zijn er bomen gegroeid die de goede werking van de molen hinderen. In 2008 werden er bomen gekapt aan de zuidwest- en noordoostzijde, waardoor de molen veel rustiger loopt.
Nu is de molen eigendom van Stichting Wissink's Molen. De vereniging Wissink's Möl ondersteunt de stichting.

## Overbrengingen
- De overbrengingsverhouding zijn 1 : 5,07 (voormolen), 1 : 9,24 (linker achtermolen) en 1 : 8,60 (rechter achtermolen).
- Het bovenwiel voor de aandrijving van de voormolen heeft 76 kammen met een steek van 11,5 cm. De tandkrans achterop het bovenwiel voor de aandrijving van de koningsspil heeft 72 kammen met een steek van 11,5 cm. Het rondsel heeft 15 staven.
- Het spoorwiel heeft 52 kammen met een steek van 8 cm. Het steenrondsel van de linker achtermolen heeft 27 staven en die voor de rechter achtermolen heeft 29 staven.

## Toegang
Groepen worden door de molenaar op afspraak ontvangen. In de molenwinkel naast de molen is meel voor brood en pannenkoeken te koop.

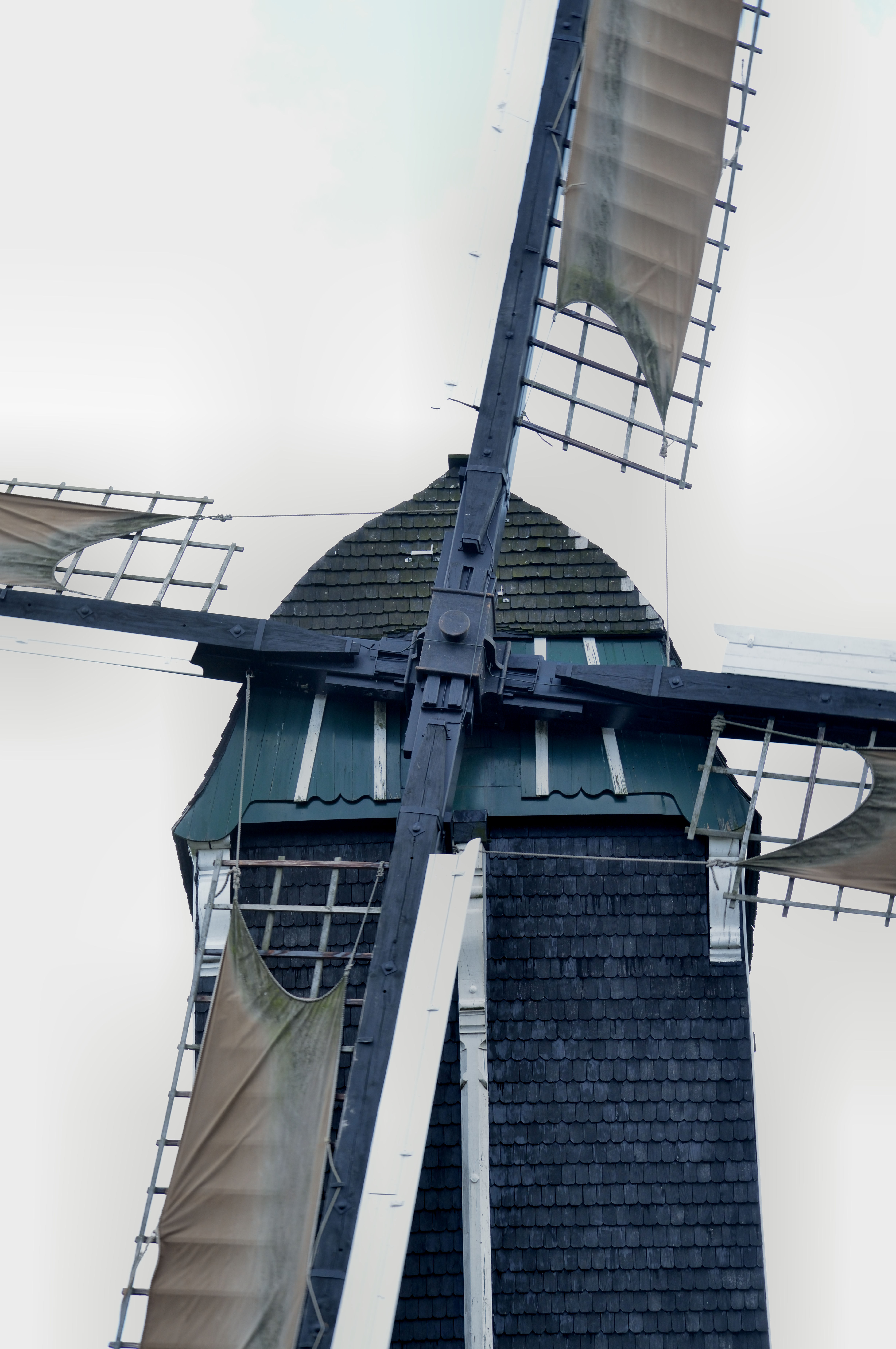
Askop met borstroeden en oplangers
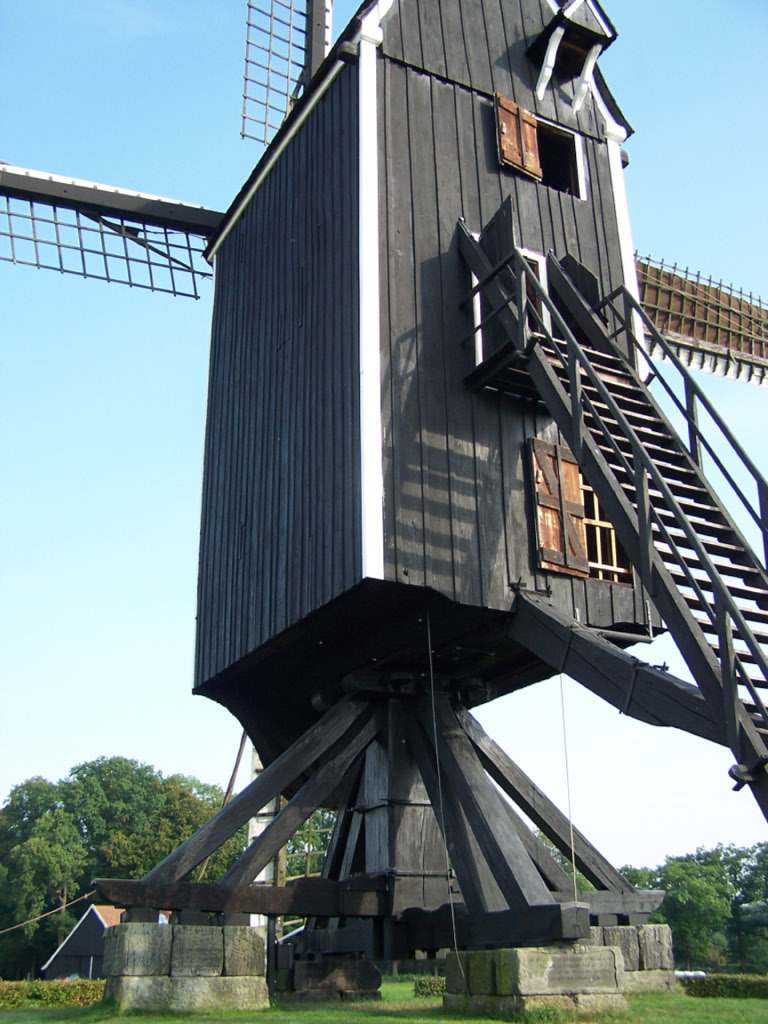
Achterkant van de molen
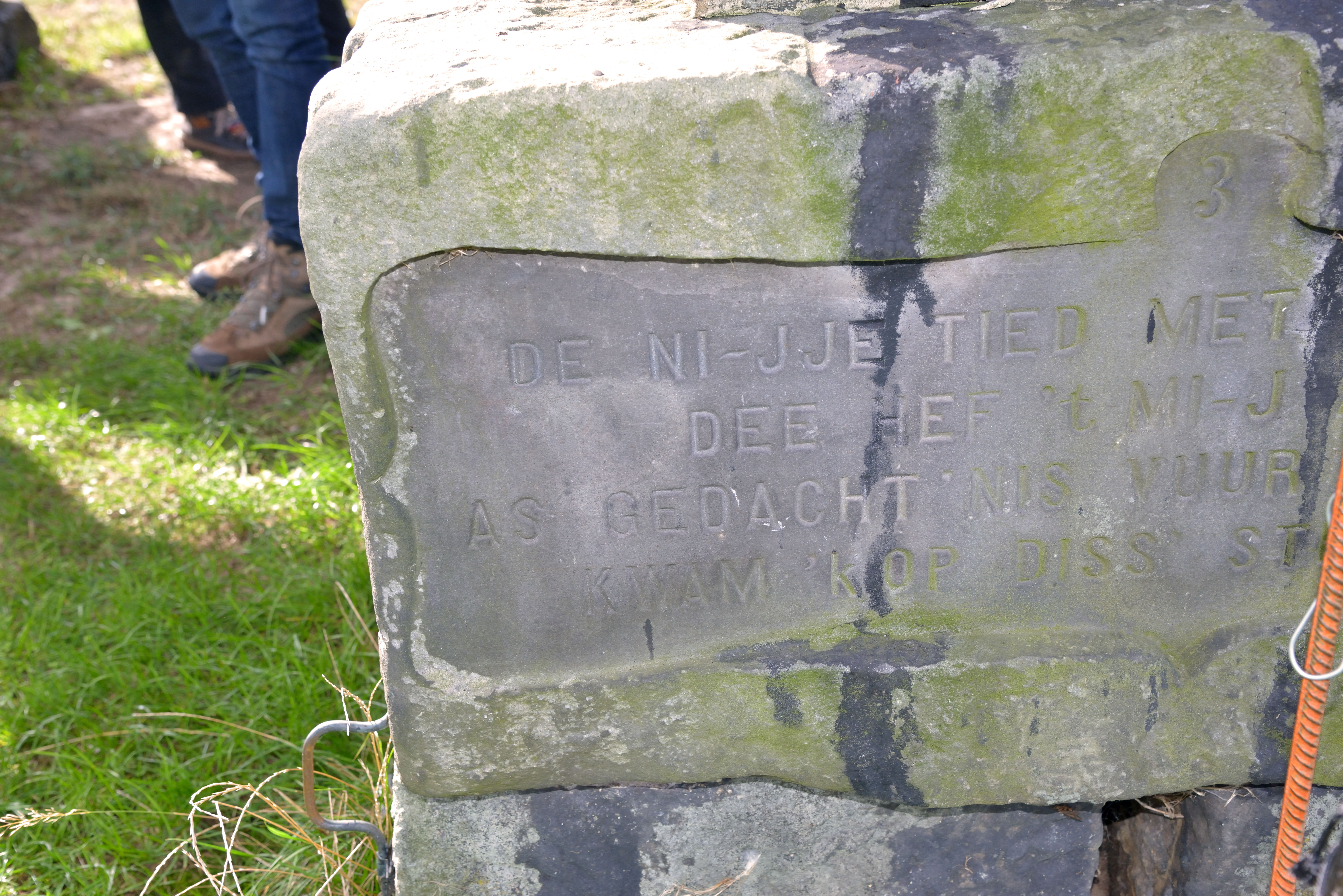
Teerling
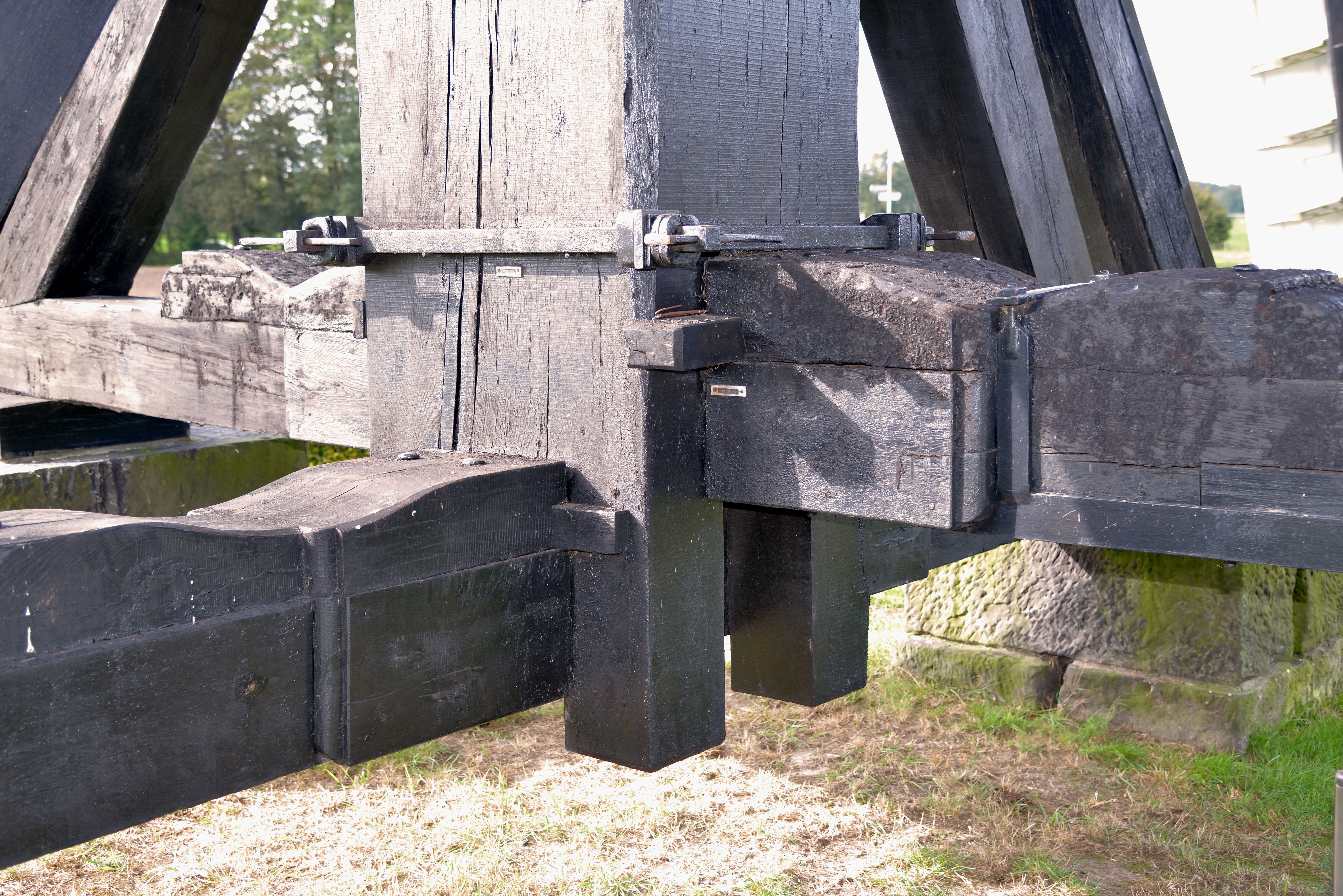
Kruisplaten
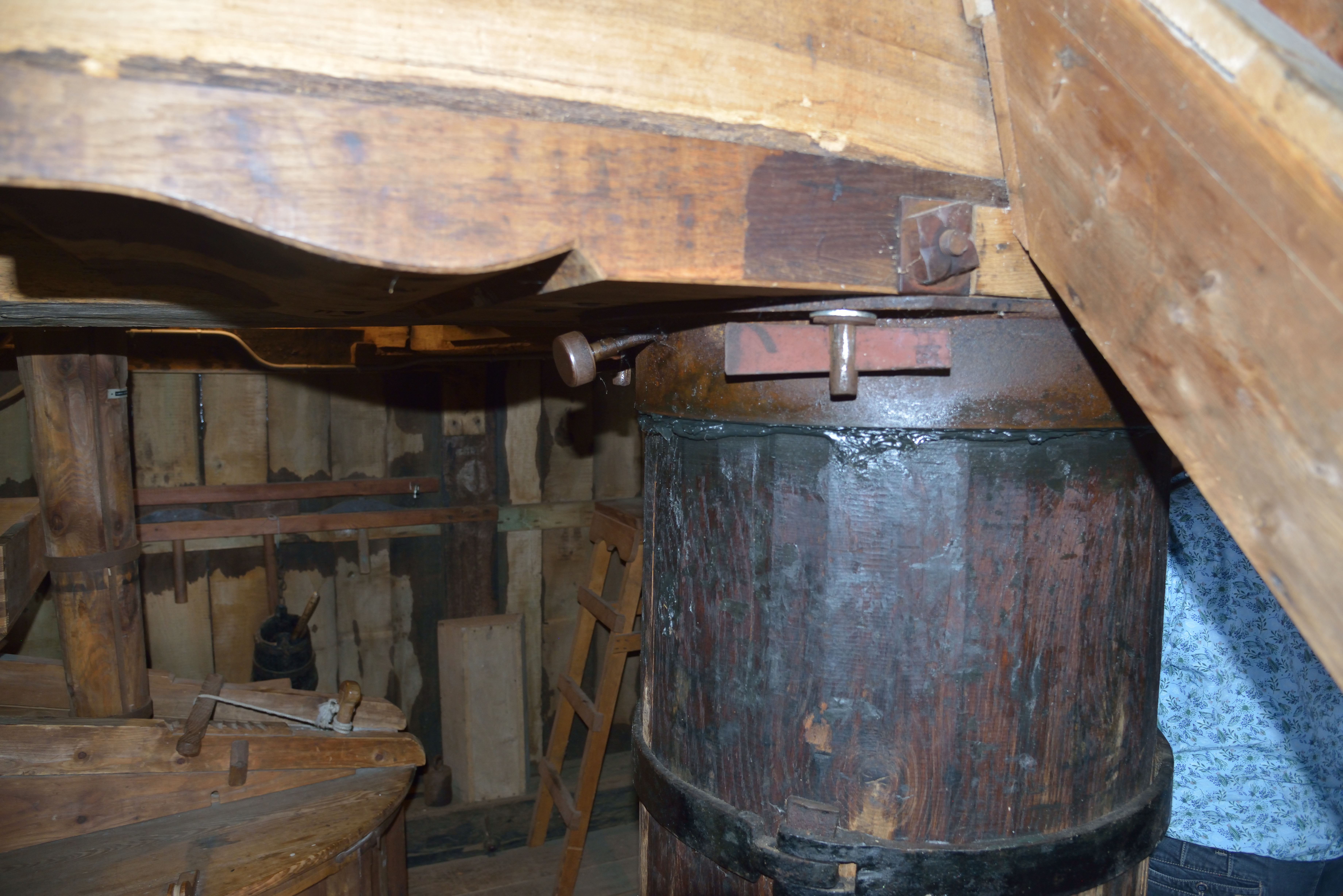
Stormpen
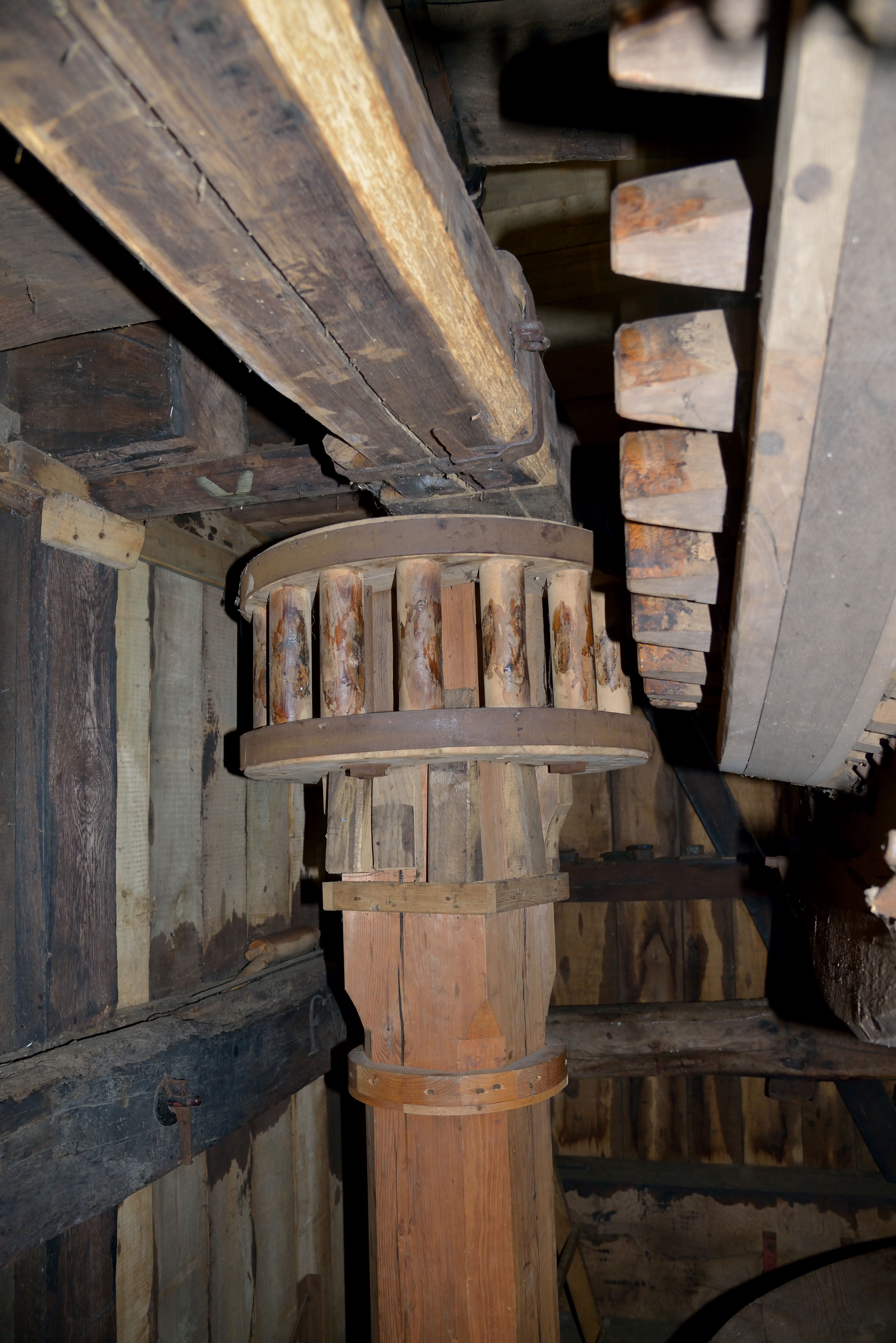
Koningsspil
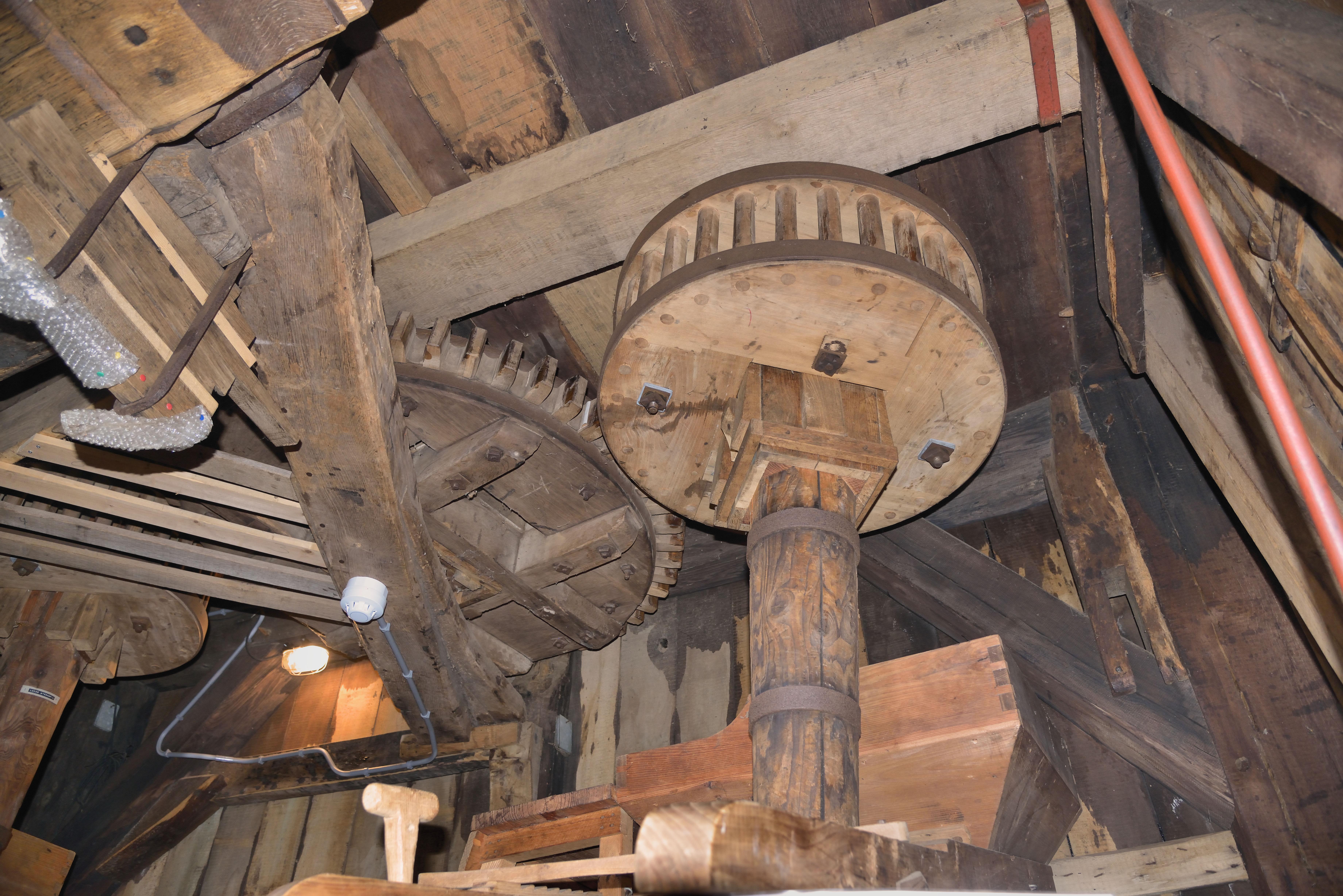
Spoorwiel
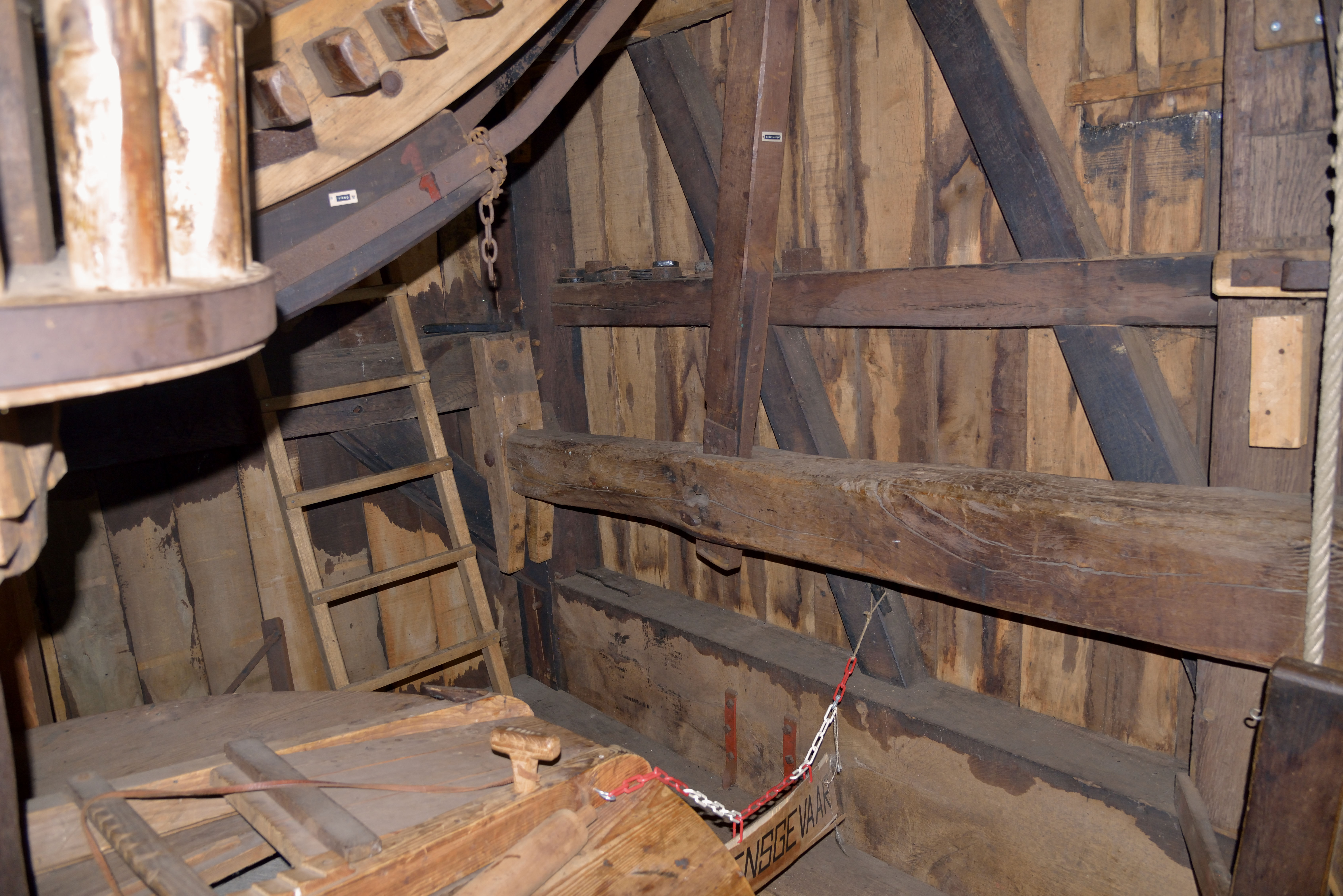
Vangbalk en voormolen